# Sarah Docter
Sarah Beth Docter (ur. 10 maja 1964 w Madison) – amerykańska łyżwiarka szybka, brązowa medalistka mistrzostw świata w wieloboju.

## Kariera
Pierwszy sukces w karierze Sarah Docter osiągnęła w 1985 roku, zdobywając srebrny medal w wieloboju podczas mistrzostw świata juniorów w Assen, przegrywając tylko z Norweżką Bjørg Evą Jensen. Na rozgrywanych rok później wielobojowych mistrzostwach świata w Sainte-Foy zdobyła brązowy medal. W zawodach tych wyprzedziły ją jedynie Natalja Pietrusiowa z ZSRR oraz Karin Enke z NRD. Docter była tam trzecia w biegach na 1000 i 3000 m, czwarta na 1500 m oraz czternasta w biegu na 500 m. W tym samym roku zwyciężyła na mistrzostwach świata juniorów w Elverum. Była też między innymi piąta podczas mistrzostw świata w Inzell w 1982 roku. Jej najlepszym wynikiem było tam trzecie miejsce na dystansie 3000 m. W 1980 roku wystartowała na igrzyskach olimpijskich w Lake Placid, gdzie najlepszym wynik osiągnęła w biegu na 3000 m, który ukończyła na dziesiątej pozycji. Na tych samych igrzyskach była trzynasta na 1500 m czternasta na 1000 m, a bieg na 500 m ukończyła na 23. miejscu.
Jego siostra, Mary Docter, również była panczenistką.